# Kenneth F. McKenzie Jr.
Kenneth Franklin McKenzie Jr. (nascido em 1956 ou 1957) é um general aposentado do Corpo de Fuzileiros Navais dos Estados Unidos que serviu como o 14º comandante do Comando Central dos Estados Unidos de 28 de março de 2019 a 1º de abril de 2022. Ele atuou como Diretor do Estado-Maior Conjunto desde 5 de julho de 2017, depois de ter servido anteriormente por dois anos como Diretor de Planos Estratégicos e Políticas (J-5) no Estado-Maior Conjunto.